# Donje Jabukovo
Donje Jabukovo (cyr. Доње Јабуково) – wieś w Serbii, w okręgu pczyńskim, w gminie Vladičin Han. W 2011 roku liczyła 105 mieszkańców.